# Odinella nutrix
Odinella nutrix är en sjöstjärneart som beskrevs av Fisher 1940. Odinella nutrix ingår i släktet Odinella och familjen Brisingidae. Inga underarter finns listade i Catalogue of Life.